# Clémentine Papouet
Clémentine Papouet connue sous le pseudonyme de « Cléclé » ou « la princesse de Kpada » est une artiste comédienne ivoirienne, née le 22 Décembre 1966 à Kpada (Soubré). Elle est connue par son métier d'actrice, réalisatrice, dramaturge, animatrice et chanteuse. Elle est considérée comme l'une des figures de proue de l’humour ivoirien. Depuis janvier 2023, elle est l'ambassadrice du parc national de la Comoé.

## Carrière
Surnommée « Cléclé » ou « la princesse de Kpada », Clémentine Papouet est une actrice et chanteuse ivoirienne, principalement reconnue pour son travail d'actrice,. Depuis son adolescence, elle évolue dans le milieu artistique et a été formée par Bernard Zadi Zaourou. Grâce au soutien de son formateur et à sa formation en tant que dramaturge, elle s'est lancée dans le métier du théâtre dès son plus jeune âge.
Dans les années 1980, elle rejoint diverses troupes théâtrales, consolidant ainsi ses aspirations dans ce domaine. C'est dans les années 1990 que la réalisatrice ivoirienne Akissi Delta la découvre sur scène, marquant le début d'une collaboration qui la propulsera sous les feux des projecteurs et devant les écrans des téléspectateurs. Elle devient assistante-metteur en scène, puis metteur en scène de la compagnie Sphinx de Tiburce Koffi. Elle joue dans plusieurs productions théâtrales, bénéficiant notamment du soutien de Zadi Zaourou. Cléclé est principalement connue pour son interprétation d'une femme forte qui défie son mari dans la série "Ma famille". Son personnage et ses relations tumultueuses avec son mari, joué par Michel Gohou, lui ont valu une grande notoriété à l'écran. Au fil des années, elle a acquis une renommée en interprétant des rôles à la fois complexes et importants.En 2009, Clémentine s'est particulièrement démarquée en remportant le Trophée Haut de Gamme de la meilleure actrice africaine lors d'un concours organisé par le BURIDA. Comme de nombreux acteurs et actrices, Clémentine Papouet a également décidé de se lancer dans la musique. Elle a ainsi sorti un album où elle a introduit le concept de "Mamiboulance" dans l'une de ses chansons. Pendant une période de quatre ans, elle a également animé l'émission musicale "Tonnerre" en Côte d'Ivoire. En janvier 2023, la princesse de Kpada a été nommée ambassadrice du parc national de la Comoé par l'office ivoirien des parcs et réserves (OIPR). Considérée comme une figure de proue de l'humour ivoirien, elle a joué en mars 2023 dans le spectacle de rires inédit dénommé « Drôles de femmes » (une initiative de l'animatrice Caroline Dasylva).

## Situation matrimoniale
Cléclé est célibataire et mère d'un fils.

## Distinctions
- 2023 : Ambassadrice du parc national de la Comoé[9],[10],[11].
- 2021 : Prix de la Meilleure Actrice Panafricainne à la 3e édition du MWASI YA TALO[12] en République Démocratique du Congo[13].
- 2009 : Trophée Haut de Gamme de la meilleure actrice africaine lors d’un concours organisé par le Burida[6]

## Filmographie

### Films
- Le paradis infernal
- Akané dêmé
- Fama
- Sida dans la cité II
- Sida dans la cité III
- L'homme au visage de mort
- La guerre des femmes
- Les rebelles du bois sacré

### Série
- 2019 : Sœurs ennemies
- 2018 : Ma grande famille
- 2002 : Ma famille

### Réalisation
- 2008 : Amah Sahoua

## Théâtre
- 2019 : Drôles de femmes[2]

## Discographie
- Tu montes
- Mamiboulance